# William Temple (homme politique)
Pour les articles homonymes, voir William Temple.
Sir William Temple né Guillaume Temple (né le 25 avril 1628 à Londres, mort le 27 janvier 1699 à Moor Park dans le Surrey), est un homme politique et un essayiste anglais.

## Biographie
La famille des Temple vient de Temple-Hall dans le comté de Leicester. John Temple son père (1600-1677) est membre du Parlement d'Angleterre de 1644 à 1648 et Maître des Roles en Irlande de 1660 à sa mort.
Guillaume Temple intègre l'Université de Cambridge à 17 ans. En 1648, à 19 ans, il entreprend un voyage en France pendant lequel il rencontre sa future épouse Mademoiselle Dorothée Osborn, fille du Chevalier Pierre Osborn gouverneur de Guernesey. Après deux années en France pendant lesquelles il apprend le français, il se rend pour un nouveau voyage en Hollande, en Flandre et en Allemagne. En 1654, il rentre au pays et y épouse la Demoiselle Osborn.
En 1660, il est membre de la Convention d'Irlande puis membre du Parlement d'Irlande à sa création.
Muni d'une lettre de recommandation du Duc d'Ormonde, il intègre la Cour d'Angleterre qui, fort de ses connaissances en langue (français, latin) et de l'expérience acquise pendant ses voyages, le nomme ambassadeur & plénipotentiaire du roi auprès des Cours d'Europe.
C'est à ce titre qu'il représente l'Angleterre dans la Triple-Alliance de 1668 à La Haye entre son pays, les Provinces Unies et la Suède. Il joue également un rôle essentiel quand le roi d'Angleterre l'envoie à Bruxelles pour engager les espagnols à consentir à une paix avec la France à la suite de la guerre de Dévolution consécutive au décès du monarque espagnol. Il contribue ainsi à la paix négociée à Aix la Chapelle pendant l'été 1668.
Il prend pleinement part également, toujours en qualité de représentant du roi d'Angleterre, aux traités de Nimègue en 1678.
Il a toujours l'écoute des trois rois d'Angleterre qu'il fréquente pendant le temps de sa fonction politique, Charles II, Jacques II puis Guillaume III même si pour ce dernier il ne remplissait plus de fonction d'ambassadeur lors de son avènement en 1689 mais avait contribué à sceller son mariage avec Marie d'Angleterre, héritière du trône.
Son épouse meurt un mois après le décès de la Princesse Marie, femme de Guillaume III, qu'elle fréquentait régulièrement.
Deux années plus tard, Guillaume Temple meurt et est enterré dans l'abbaye de Westminster.

## Publications

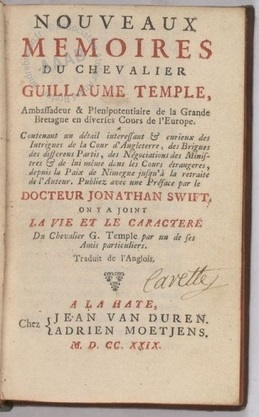
Page de couverture des Mémoires de Guillaume Temple

- Nouveaux Mémoires du Chevalier Guillaume Temple (1692) traduites en français en 1729 avec une préface de Jonathan Swift.
- Remarques sur l'état des Provinces Unies (1697)
- Introduction à l'Histoire d'Angleterre (1695)
- Lettres contenant une relation de ce qui s'est passé de plus considérable dans la Chrétienté depuis l'année 1665 jusqu'à celle de 1672 traduites en français et publiées par Jonathan Swift
- Lettre écrite durant son ambassade à La Haye sous le règne de Charles II
- Œuvres diverses de Mr. le Chevalier Guillaume Temple contenant de nombreuses données historiques
- Essai sur les mécontentements populaires (œuvre posthume publiée grâce aux soins de Jonathan Swift)